# Haworthia magnifica
Haworthia magnifica es una especie de planta suculenta perteneciente a la familia Xanthorrhoeaceae. Es originaria de Sudáfrica.

## Descripción
Es una planta suculenta perennifolia que alcanza un tamaño de 40 cm de altura. Se encuentra a una altitud de 225 metros en Sudáfrica.

## Taxonomía
Haworthia magnifica fue descrita por  Karl von Poellnitz y publicado en Repert. Spec. Nov. Regni Veg. 33: 239, en el año 1933.
Variedades aceptadas
- Haworthia magnifica var. acuminata (M.B.Bayer) M.B.Bayer
- Haworthia magnifica var. atrofusca (G.G.Sm.) M.B.Bayer
- Haworthia magnifica var. dekenahii (G.G.Sm.) M.B.Bayer
- Haworthia magnifica var. splendens J.D.Venter & S.A.Hammer

Sinonimia
- Haworthia maraisii var. magnifica (Poelln.) M.B.Bayer
- Haworthia retusa var. magnifica (Poelln.) Halda[4]